# Walter Hickel
Walter Joseph "Wally" Hickel (18. august 1919 i Kansas – 7. maj 2010) var en amerikansk politiker. Han var to gange guvernør i Alaska og var indenrigsminister i år 1969- 1970 under præsident Richard Nixon.